# Krajišnik (Sečanj, Srbija)
Krajišnik (srpski:  Krajišnik, mađarski: Istvánfölde ili  Stefanföld, njemački: Stefansfeld) je naselje u Banatu, u Vojvodini, u sastavu općine Sečanj.

## Povijest
Do Drugog svjetskog rata Krajišnik tada Stefansfeld je bio većinski njemačko selo, Nijemci su protjerani a u njihove kuće doseljeni su Srbi iz Bosanske krajine. Popis stanovništva 1910. godine naselje ima 2.445 stanovnika, od čega 2.334 Nijemca (95,5 %), 71 Mađara (2,9 %), 22 Rumunja, 1 Srbin i 7 ostalih.

## Stanovništvo
Prema popisu stanovništva iz 2002. godine u naselju Krajišnik živi 2.241 stanovnik, od čega 1.825 punoljetnih stanovnika s prosječnom starosti od 42,5 godina (40,3 kod muškaraca i 44,6 kod žena). U naselju ima 869 domaćinstava, a prosječan broj članova po domaćinstvu je 2,58.
Prema popisu iz 1991. godine u naselju je živjelo 2.428 stanovnika.
| Etnički sastav 2002. |            |        |
| Narod                | Stanovnika | %      |
| Srbi                 | 2.058      | 91,83% |
| Romi                 | 92         | 4,10%  |
| Jugoslaveni          | 16         | 0,71%  |
| Mađari               | 12         | 0,53%  |
| Crnogorci            | 5          | 0,22%  |
| Rumunji              | 4          | 0,17%  |
| Hrvati               | 3          | 0,13%  |
| Makedonci            | 2          | 0,08%  |
| Nijemci              | 1          | 0,04%  |
| Bošnjaci             | 1          | 0,04%  |
| Muslimani            | 1          | 0,04%  |
| Bugari               | 1          | 0,04%  |
| nepoznato            | 8          | 0,44%  |

| broj stanovnika | 3928  | 3733  | 3357  | 2712  | 2495  | 2428  | 2241  |
|                 | 1948. | 1953. | 1961. | 1971. | 1981. | 1991. | 2001. |

## Vanjske poveznice
- Karte, udaljenosti i vremenska prognoza
- Satelitski snimak naselja  Arhivirana inačica izvorne stranice od 21. veljače 2021. (Wayback Machine)